# A szultána
A szultána (eredeti cím: Muhteşem Yüzyıl: Kösem) 2015-től 2017-ig vetített főműsoridős, televíziós török filmsorozat és szappanopera, amelyet a Tims Productions készített. A sorozat a 2011 januárjától 2014 júniusáig futó Szulejmán című sorozat folytatása. Köszem szultána (eredeti nevén Anasztázia) életét mutatja be, aki Hürrem szultána után az egyik legerősebb nő volt az Oszmán Birodalom történetében. Nurgül Yeşilçay, Beren Saat és Anastasia Tsilimpiou színésznők a szultána életének három különböző korszakában játszották a főszerepet, míg Ekin Koç, Boran Kuzum, Taner Ölmez, Metin Akdülger, és Tugay Mercan az Oszmán Birodalom különböző szultánjai lettek. A főszerepben Hülya Avşar, Tülin Özen, Leyla Feray, Farah Zeynep Abdullah, Aslıhan Gürbüz, és Hande Doğandemir színésznők is szerepeltek, akik a sorozatban a különböző szultánák kiemelkedő szerepét játszották.   
A sorozat első epizódját az Égei-szigeteken forgatták. Egy részlete a cannes-i MIPCOM fesztiválon debütált egy hónappal a hivatalos, 2015. november 12-ei premier előtt.
Törökországban az első évadot a Star TV vetítette 2015. november 12-e és 2016. június 9-e között, míg a második évadot a FOX vetítette 2016. november 18-a és 2017. június 27-e között. Magyarországon 2016. szeptember 13-ától 2018. február 10-éig a TV2, majd 2018. november 12-étől 2019. január 3-áig az Izaura TV vetítette. Az eredeti tervek szerint keddenként vetítették volna az epizódokat, azonban a TV2 vezetősége úgy döntött, hogy minden hétköznap leadnak egy-egy részt a sorozatból. 2017. január 2-ától viszont a csatorna folyamatosan csökkentette a vetítés idejét.
A sorozat második évadja már a török FOX csatornán debütált, és az évad a Bağdat Fatihi IV. Murad, vagyis Bagdad (meg)hódítója, IV. Murád alcímet viseli. Utolsó epizódja 2017. június 27-én került adásba. A sorozat fináléja a hat éve tartó Szulejmán című televíziós sorozat végleges lezárását is jelentette.

## Évadok
| Évad | Vetítés ideje            | Tévécsatorna      | Bemutató                              | Epizódok száma | Epizódok | Tévécsatorna | Bemutató                                 | Epizódok száma | Epizódok |
| ---- | ------------------------ | ----------------- | ------------------------------------- | -------------- | -------- | ------------ | ---------------------------------------- | -------------- | -------- |
| 1.   | csütörtök 20:00          | Star TV           | 2015. november 12. – 2016. június 9.  | 30             | 1–30     | TV2          | 2016. szeptember 13. – 2017. február 28. | 98             | 1–98     |
| 2.   | kedd/ péntek 20:00 23:00 | FOX (Törökország) | 2016. november 18. – 2017. június 27. | 30             | 31–60    | TV2          | 2017. március 7. – 2018. február 10.     | 84             | 99–143   |
| 2.   | kedd/ péntek 20:00 23:00 | FOX (Törökország) | 2016. november 18. – 2017. június 27. | 30             | 31–60    | Izaura TV    | 2018. november 12. – 2019. január 3.     | 84             | 144–182  |

## A sorozatról
A történet I. Szulejmán oszmán szultán halála után 37 évvel, 1603-ban veszi kezdetét. A fiatal, 13 éves Anasztázia ebben az évben kerül a Topkapı palotába az ifjú, frissen trónra került Ahmed szultán háremébe. Miután kivívja magának a palota és egész Isztambul elismerését, felveszi a megtisztelő Köszem nevet, majd a csapásoktól megtörve kezébe veszi sorsát, s a birodalmat évtizedek óta irányító Szafije szultána uralma ellen tör. Végül Hürrem szultána méltó utódjaként az Oszmán Birodalom nagy hatalmú úrnőjévé válik. A sorozat 1651-ben, Köszem meggyilkolásával záródik.

## Szereplők

### Főszereplők
| Színész(nő) neve                          | Szerepnév                                    | Történelmi leírás | Magyar hang                    | Évadok | Szereplő leírása |
| ----------------------------------------- | -------------------------------------------- | --- | ------------------------------ | ------ | --- |
| Anasztaszía Cilimbíu                      | Köszem szultána (Anasztázia)                 | I. Ahmed szultán ágyasa, majd felesége és legtöbb gyermekének anyja, később haszeki szultána, majd válide szultána, IV. Murád szultán és Ibrahim szultán uralkodása idején, kétszer volt az Oszmán Birodalom kormányzója | Csifó Dorina                   | 1      | Anastasia Tsilimpiou játssza a fiatal, makacs, önfejű Köszem szultánát. Eleinte ellenszenves neki Ahmed, de később beleszeret. |
| Beren Saat                                | Köszem szultána (Anasztázia)                 | I. Ahmed szultán ágyasa, majd felesége és legtöbb gyermekének anyja, később haszeki szultána, majd válide szultána, IV. Murád szultán és Ibrahim szultán uralkodása idején, kétszer volt az Oszmán Birodalom kormányzója | Vágó Bernadett                 | 1      | Beren Saat játssza a haszeki szultánává váló Köszem szultánát. |
| Nurgül Yeşilçay (idős)                    | Köszem szultána (Anasztázia)                 | I. Ahmed szultán ágyasa, majd felesége és legtöbb gyermekének anyja, később haszeki szultána, majd válide szultána, IV. Murád szultán és Ibrahim szultán uralkodása idején, kétszer volt az Oszmán Birodalom kormányzója | Pápai Erika                    | 2      | Nurgül Yeşilçay játssza a válide szultánává előlépett Köszemet. Ekkor már nem számít neki semmi, csak a hatalmát akarja megtartani, bármi áron. Még gyermekeit is képes feláldozni. |
| Ekin Koç                                  | I. Ahmed oszmán szultán                      | Az Oszmán Birodalom tizennegyedik szultánja | Szatory Dávid                  | 1      | III.Mehmed szultán és Handan szultána fia. Ahmed nagyon különbözik I. Szulejmántól. Nemcsak azért, mert gyerekként került trónra. Sok másban különbözik tőle. |
| Demir Demirbaş (fiatal)                   | I. Ahmed oszmán szultán                      | Az Oszmán Birodalom tizennegyedik szultánja |                                | 1      | III.Mehmed szultán és Handan szultána fia. Ahmed nagyon különbözik I. Szulejmántól. Nemcsak azért, mert gyerekként került trónra. Sok másban különbözik tőle. |
| Hülya Avşar                               | Szafije szultána (idős)                      | Ahmed szultán nagyanyja, III.Mehmed, Hümaşah szultána, Fahriye szultána és Iskender herceg édesanyja | Kovács Nóra                    | 1      | III. Mehmed uralkodása alatt volt valide szultána, de fia halála után se nagyon akarta átadni a hatalmat unokája anyjának, Handan szultánának. Köszemmel eleinte jó viszonyt ápolt, később Köszem ellene fordult. Ez a viszály sok halált hozott magával az uralkodócsaládból. Végül Köszem felülkerekedett Szafije szultánán és Szafije öngyilkos lett. |
| Tülin Özen                                | Handan szultána                              | Válide szultána Ahmed szultán uralkodása alatt, Ahmed szultán édesanyja, III. Mehmed ágyasa | Balogh Anna                    | 1      | Egy jelentéktelen, erőtlen valide szultána, akinek nincs jelleme. Köszemmel is csak akkor ápolt jó viszonyt, amikor neki kedvezett, első perctől elítélte. Mikor Dervis pasával való viszonya kitudódott Dilruba szultána miatt, öngyilkos lett nem sokkal Dervis pasa kivégzése után. |
| Aslıhan Gürbüz                            | Halime szultána                              | Válide szultána Musztafa szultán uralkodása alatt, III. Mehmed ágyasa, Mahmud herceg, Musztafa herceg és Dilruba szultána édesanyja                                                                                      | Tarr Judit                     | 1      | Egy erős nő, aki óvja, védeni akarja legkisebb gyermekét, Musztafát, azzal, hogy trónra ülteti. Ő lett volna a valide szultána és az ő nagyobbik fia, Mahmud lett volna a szultán, de Szafije szultána miatt III.Mehmed kivégeztette Mahmudot, nagy szívfájdalmat okozva ezzel Halimének. Eszének és agyafurtságának köszönhetően célt ér kétszer is, mert kétszer sikerül Musztafát trónra ültetnie. Végül Köszem szultána megmérgezi, lányát megöleti, fiát pedig börtönbe záratja. |
| Dilara Aksüyek                            | Mahfiruz Hatidzse Hatun                      | Ahmed szultán ágyasa, II. Oszmán oszmán szultán édesanyja. | Lamboni Anna                   | 1      | Köszem egyik legnagyobb ellensége a háremen belül. Sikerül neki fiút szülnie. Egy palotalázadás során leszúrják, halálos sebet kap és meghal. Halála után fiát, Oszmánt Köszem neveli fel. |
| Gülcan Arslan                             | Fahriye szultána                             | Szafije szultána és III. Murád lánya, Hümasah szultána, Iskender herceg és III.Mehmed testvére, Ahmed szultán, Musztafa szultán és Dilruba szultána nagynénje                                                            | Czető Zsanett                  | 1      | Négyszer ment férjhez, negyedjére Dervis pasához adták nőül. Szerelme Mehmed Giray, akiért megmérgezte Ahmed szultánt és Musztafa herceget. Egyszer el akartak szökni Mehmed Girayjal, de nem sikerült. Ezek után Fahriye folyton visszautasította Mehmedet. Végül a viszonynak Mehmed Giray vetett véget azzal, hogy kiadta a katonáknak Fahriye szultánát. Még aznap Dervis pasa megmérgezte és meghalt. Halála után anyja, Szafije szultána palotalázadást szított.                |
| Berk Cankat                               | İskender (Yahya)                             | Egy osztrák kőműves fogadott fia, janicsár tanonc, később Ahmed szultán lakrész őrzője és nagybátyja, titokban Szafije szultána elveszett fia, III.Mehmed, Hümasah szultána és Fahriye szultána testvére                 | Czető Roland                   | 1      | Egy janicsár tanonc, aki halálosan szerelmes Köszembe. |
| Vildan Atasever                           | Hümaşah szultána                             | Szafije szultána és III. Murád lánya, Ahmed szultán, Musztafa szultán és Dilruba szultána nagynénje, majd Zülfikar pasa özvegye                                                                                          | Roatis Andrea                  | 1      | |
| Cüneyt Uzunlar (idős)                     | I. Musztafa oszmán szultán (Musztafa herceg) | Ahmed szultán halála után az Oszmán Birodalom tizenötödik szultánja, III. Mehmet és Halime szultána fia, Ahmed szultán féltestvére, Dilruba szultána édestestvére                                                        | Vass Gábor                     | 2      | |
| Boran Kuzum (fiatal felnőtt)              | I. Musztafa oszmán szultán (Musztafa herceg) | Ahmed szultán halála után az Oszmán Birodalom tizenötödik szultánja, III. Mehmet és Halime szultána fia, Ahmed szultán féltestvére, Dilruba szultána édestestvére                                                        | Czető Ádám                     | 1      | |
| Alihan Türkdemir (gyermek)                | I. Musztafa oszmán szultán (Musztafa herceg) | Ahmed szultán halála után az Oszmán Birodalom tizenötödik szultánja, III. Mehmet és Halime szultána fia, Ahmed szultán féltestvére, Dilruba szultána édestestvére                                                        | Berecz Kristóf Uwe             | 1      | |
| Öykü Karayel (felnőtt)                    | Dilruba szultána                             | III. Mehmet és Halime szultána lánya, I. Musztafa édestestvére, I. Ahmed féltestvére | Szinetár Dóra, Andrádi Zsanett | 1      | |
| Melisa İlayda Özcanik (gyermek)           | Dilruba szultána                             | III. Mehmet és Halime szultána lánya, I. Musztafa édestestvére, I. Ahmed féltestvére | Koller Virág                   | 1      | |
| Taner Ölmez                               | II. Oszmán oszmán szultán (Oszmán herceg)    | Az Oszmán Birodalom tizenhatodik szultánja, Ahmed szultán és Mahfiruze szultána fia, Köszem szultána fogadott fia, féltestvérét, Mehmed herceget az ő parancsára végzik ki                                               | Penke Bence                    | 1      | |
| Burak Dakak                               | Mehmed herceg (I.Ahmed szultán fia)          | Ahmed szultán és Köszem szultána első fia, kivégzik Oszmán szultán parancsára | Berkes Bence                   | 1      | |
| Beste Kökdemir                            | Meleksima szultána                           | Oszmán herceg, a későbbi szultán ágyasa, majd hászekije, Ömer herceg édesanyja, Mehmed herceg szerelme | Laudon Andrea                  | 1      | |
| Bahar Selvi                               | Akile szultána                               | II. Oszmán hites felesége, Zeynep szultána és Musztafa herceg édesanyja. |                                | 1      | |
| Metin Akdülger (felnőtt)                  | IV. Murád oszmán szultán (Murád herceg)      | Az Oszmán Birodalom tizenhetedik szultánja, Köszem szultána és Ahmed szultán második fia | Patkós Márton                  | 2      | |
| Boran Bağcı (tinédzser)                   | IV. Murád oszmán szultán (Murád herceg)      | Az Oszmán Birodalom tizenhetedik szultánja, Köszem szultána és Ahmed szultán második fia |                                | 2      | |
| Çağan Efe Ak (gyermek)                    | IV. Murád oszmán szultán (Murád herceg)      | Az Oszmán Birodalom tizenhetedik szultánja, Köszem szultána és Ahmed szultán második fia | Berecz Kristóf Uwe             | 1      | |
| Tugay Mercan (felnőtt)                    | Ibrahim oszmán szultán (Ibrahim herceg)      | Az Oszmán Birodalom tizennyolcadik szultánja, Ahmed szultán és Köszem szultána fia | Posta Victor                   | 2      | |
| Rıdvan Aybars Düzey (tinédzser)           | Ibrahim oszmán szultán (Ibrahim herceg)      | Az Oszmán Birodalom tizennyolcadik szultánja, Ahmed szultán és Köszem szultána fia | Csiby Gergely                  | 2      | |
| Rüzgar Efe Demirci (gyermek)              | Ibrahim oszmán szultán (Ibrahim herceg)      | Az Oszmán Birodalom tizennyolcadik szultánja, Ahmed szultán és Köszem szultána fia |                                | 1      | |
| Doğaç Yıldız (felnőtt)                    | Kászim herceg                                | Ahmed szultán és Köszem szultána fia | Gacsal Ádám                    | 2      | |
| Rüzgar Deniz Bayram, Eymen Kaan (gyermek) | Kászim herceg                                | Ahmed szultán és Köszem szultána fia | Pál Dániel Máté                | 1      | |
| Yiğit Uçan (felnőtt)                      | Bayezid herceg                               | Ahmed szultán és Gülbahar szultána fia, Murád szultán parancsára kivégzik | Jakab Márk                     | 2      | |
| Pamir Berk (gyermek)                      | Bayezid herceg                               | Ahmed szultán és Gülbahar szultána fia, Murád szultán parancsára kivégzik | Straub Martin                  | 1      | |
| Farah Zeynep Abdullah                     | Farya szultána                               | Bethlen Gábor erdélyi fejedelem, és Brandenburgi Katalin lánya, Murád szultán felesége. Kitalált szereplő. | Szabó Erika                    | 2      | |
| Leyla Feray                               | Ajse Haszeki szultána                        | Murád szultán ágyasa, majd hászekije, Ahmed herceg, Hanzade szultána és Ismihan Kaya szultána anyja. | Andrádi Zsanett                | 2      | |
| Sude Zulal Güler                          | Ayse szultána                                | Kösem szultána és Ahmed szultán első lánya | Pekár Adrienn                  | 1      | |
| Balım Gaye Bayrak                         | Fatma szultána                               | Kösem szultána és Ahmed második lánya | Koller Virág, Károlyi Lili     | 1      | |
| Aslı Tandoğan (felnőtt)                   | Gevherhan szultána                           | Ahmed szultán és Köszem szultána harmadik lánya | Andrusko Marcella              | 2      | |
| Çağla Naz Kargı (gyermek)                 | Gevherhan szultána                           | Ahmed szultán és Köszem szultána harmadik lánya | Károlyi Lili                   | 1      | |
| Ece Çeşmioğlu                             | Atike szultána                               | Ahmed szultán és Köszem szultána negyedik lánya | Haffner Anikó                  | 2      | |
| Sibel Taşçıoğlu                           | Gülbahar szultána                            | Ahmed szultán ágyasa, Bayezid herceg anyja | Orosz Anna                     | 2      | |
| Ayça Kuru                                 | Gülbahar szultána                            | Ahmed szultán ágyasa, Bayezid herceg anyja |                                | 1      | |
| Gizem Kala                                | Zarife szultána                              | Törvénytelen szultána, Ibrahim első törvénytelen gyermekének, Oszmánnak az édesanyja | Győrfi Laura                   | 2      | |
| Hande Doğandemir                          | Turhan Hatidzse szultána                     | Ibrahim szultán ágyasa és IV. Mehmed oszmán szultán és Beyhan szultána anyja, később, Köszem halála után válide szultána és az Oszmán Birodalom második kormányzónője                                                    | Kelemen Kata                   | 2      | |
| Müge Boz                                  | Telli Hümaşah szultána                       | Ibrahim szultán ágyasa és későbbi felesége, Orhan herceg anyja |                                | 2      | |
| Ece Guzel                                 | Saliha Dilaşub szultána                      | Ibrahim szultán kedvenc asszonya, II. Szulejmán oszmán szultán anyja | Laurinyecz Réka                | 2      | |
| Firuze Gamze Aksu                         | Hatice Muazzez szultána                      | Ibrahim szultán ágyasa, III. Ahmed oszmán szultán anyja. |                                | 2      | |

### Vendég–mellék–epizód– és egyéb szereplők
| Színész(nő) neve       | Szerepnév                  | Leírás | Magyar hang       | Évadok |
| ---------------------- | -------------------------- | --- | ----------------- | ------ |
| Hakan Şahin            | Hadzsi aga                 | A hárem fő agája, Handan szolgálója, halála után Köszem leghűbb társa és bizalmasa, a sorozat végéig ikonikus alak, Bülbül riválisa | Jakab Csaba       | 1–2    |
| Mehmet Kurtuluş        | Dervis pasa                | Ahmed szultán mentora és főbizalmasa, rövid ideig nagyvezír                                                                         | Nagy Ervin        | 1      |
| Kadir Doğulu           | Mehmed Giray               | Krími herceg, Şahin Giray öccse | Bozsó Péter       | 1      |
| Erkan Kolçak Köstendil | Şahin Giray                | Krími herceg, Mehmed Giray bátyja                                                                                                   | Zámbori Soma      | 1      |
| Esra Dermancıoğlu      | Cennet kalfa               | Háremi kalfa, Szafije szultána, majd később Köszem szultána szolgálója                                                              | Kocsis Judit      | 1      |
| Nadir Sarıbacak        | Bülbül aga                 | Szafije szultána leghűbb társa és bizalmasa, Hadzsi riválisa                                                                        | Vári Attila       | 1      |
| Isamil Demirci         | Kemankes Musztafa pasa     | A janicsárok vezetője, majd nagyvezír Murád és Ibrahim szultán alatt. (Köszem szultána titkos szerelme.)                            | R. Kárpáti Péter  | 2      |
| Çağrı Şensoy           | Deli Hüseyin pasa          | Murád és Ibrahim szultán pasája, tengeri főkapitány                                                                                 |                   | 2      |
| Eser Karibil           | Emirgüne/Yusuf pasa        | Szaffafida herceg, majd Murád szultán végletekig lojális főtanácsadója                                                              |                   | 2      |
| Emre Başer             | Köprülü Mehmed pasa        | Ibrahim szultán pasája | Láng Balázs       | 2      |
| Ali Düşenkalkar        | Cinci Hüseyin Efendi       | Ibrahim szultán orvosa | Faragó András     | 2      |
| Mete Horozoğlu         | Zülfikar pasa              | A janicsárok vezetője, később Ahmed szultán lakrészének őrzője, majd Hümaşah szultána férje                                         | Bordás János      | 1      |
| Cihan Ünal             | Kuyuncu Murád pasa         | Ahmed szultán egyik pasája | Szersén Gyula     | 1      |
| Caner Cindoruk         | Silahtar Musztafa pasa     | Murád szultán testőrparancsnoka, majd pasája, nagyvezír                                                                             | Schmied Zoltán    | 2      |
| Sasha Perera           | Gölge asszony              | Anasztázia (Köszem) segítője, barátja                                                                                               | nem szólal meg    | 1      |
| Alma Teriz             | Ester asszony              | Köszem szultána pénzügyi tanácsadója, és barátja, titokban szerelmes Silahtarba                                                     | Sallai Nóra       | 2      |
| İdil Yener             | Lalezar kalfa              | Háremi kalfa, Köszem szultána szolgálója                                                                                            | Mics Ildikó       | 2      |
| Ebru Ünlü              | Eycan asszony              | Köszem szultána szolgálója | Hábermann Lívia   | 1      |
| Eylem Yıldız           | Menekşe asszony            | Halime szultána szolgálója | Nyírő Bea         | 1      |
| Emre Erçil             | Reyhan aga                 | Kasztrált a háremben, titokban Şahin Giray szolgálója                                                                               | Kárpáti Levente   | 1      |
| Tolga Tuncer           | Naszuh pasa                | Szafije szultána főbizalmasa, később Ahmed szultán egyik pasája, Köszem szultána lányának, Ajse szultánának a férje                 | Rosta Sándor      | 1      |
| Mustafa Üstündağ       | Kara Davut pasa            | Dilruba szultána férje, majd nagyvezír Musztafa szultán uralkodása alatt                                                            |                   | 1      |
| Şahin Sekman           | Lala Ömer Efendi           | Oszmán szultán mentora, majd később főbizalmasa                                                                                     | Barbinek Péter    | 1      |
| Nurinisa Yıldırım      | Dudu asszony               | Főkincstárnok és főfelügyelő a háremben                                                                                             | Pásztor Erzsi     | 1      |
| Ceyda Olguner          | Mahfiruz asszony           | Ahmet szultán kedvence | Kardos Eszter     | 1      |
| Patrycja Widlak        | Sayeste asszony            | Egy lány a háremben, Mahfiruz segítője                                                                                              | Laudon Andrea     | 1      |
| Barış Cankurtaran      | Mahmud herceg              | III. Mehmed és Halime szultána fia, kivégeztették                                                                                   |                   | 1      |
| Zeljko Erkıç           | Enzo                       | Anasztázia édesapja | Czvetkó Sándor    | 1      |
| Fatih Altınağaç        | Pervane aga                | A palota fodrásza | Bodrogi Attila    | 1      |
| Levent Yılmaz          | Ebülmeyamin Mustafa Efendi | Sejhüliszlám efendi |                   | 1      |
| Muhammet Uzuner        | Aziz Mahmud Hüdayi         | Ahmet szultán tanácsadója, szúfi szerzetes, iszlám vallástudós                                                                      | Áron László       | 1      |
| Meray Ülgen            | Kalenderoğlu Mehmed        | A Jelali banditák vezetője |                   | 1      |
| Tuğba Melis Türk       | Katerina asszony           | Ahmed szultán ágyasa | Dögei Éva         | 1      |
| Şeyma Burcu Gül        | Meleki asszony             | Köszem szultána segítője | Kis-Kovács Luca   | 2      |
| Ahsen Eroğlu           | Meleki asszony             | Köszem szultána segítője | Hermann Lilla     | 1      |
| Gizem Emre             | Yasemin asszony            | Köszem szultána testvére, Ahmed szultán ágyasa                                                                                      | Tamási Nikolett   | 1      |
| Ahmet Varlı            | Pinhan aga                 | Musztafa herceg képzeletbeli barátja, segítője                                                                                      | Dolmány Attila    | 1      |
| Şener Savaş            | Halil pasa                 | Nagyvezír Ahmed szultán uralkodása idején, és Musztafa szultán első uralkodása idején                                               | Fazekas István    | 1–2    |
| Bahar Selvi            | Akile asszony              | Oszmán szultán ágyasa |                   | 1      |
| Ozan Ağaç              | Manszur aga                | A 65. janicsárosztag vezetője, az Oszmán szultán elleni lázadás vezetője                                                            |                   | 1      |
| Cenk Suyabatmaz        | Kilindir                   | Janicsár, Davut pasa segítője | Seder Gábor       | 1      |
| İhsan Önal             | Szulejmán aga              | Háremi aga |                   | 1      |
| Mustafa Kıran          | VIII. Orbán pápa           | A katolikus egyház vezetője 1623-tól 1644-ig                                                                                        |                   | 2      |
| Ushan Çakır            | Hezárfen Ahmed Cselebi     | Híres oszmán tudós, az ő nevéhez fűződik az első repülő szerkezet kifejlesztése                                                     | Karácsonyi Zoltán | 2      |
| Necip Memili           | Evlija Cselebi             | Híres oszmán felfedező, Hezarfen segítője                                                                                           | Szakács Tibor     | 2      |
| Serkan Keskin          | Nef’i                      | A kor szatirikus költője |                   | 2      |
| Gizem Kala             | Zarife Hatun               | Ibrahim szultán ágyasa, legidősebb fia, Osman anyja                                                                                 |                   | 2      |
| Engin Benli            | Sinan pasa                 | Murád szultán egyik pasája, titokban a Vatikánnak dolgozik                                                                          | Vida Péter        | 2      |
| Murat Atik             | Cornelius                  | VIII. Orbán pápa titkos kémje | Maday Gábor       | 2      |
| Burcu Gül Kazbek       | Madam Margaret/Melek Hatun | Farya dadája, és segédje, halála után Atike szultána szolgálója, később háremi kalfa és főkincstárnok                               | Román Judit       | 2      |
| Kayra Şenocak          | Topal pasa                 | Nagyvezír, Gevherhan szultána férje, árulásért kivégeztették                                                                        |                   | 2      |
| Mustafa Kırantepe      | Beynam aga                 | A palota főszakácsa | Mészáros Máté     | 2      |
| Cengiz Okuyucu         | Tabanıyassı Mehmed pasa    | Murád szultán pasája, nagyvezír |                   | 2      |
| Asil Büyüközçelik      | Ladikli Bayram pasa        | Murád szultán pasája, nagyvezír | Orbán Gábor       | 2      |
| Metin Belgin           | Ahizade Hüseyin Efendi     | Sejhüliszlám | Beregi Péter      | 2      |
| Elif Gizem Aykul       | Afitap                     | Murád szultán ágyasa | Laurinyecz Réka   | 2      |
| Gümeç Alpay Aslan      | Sivekar asszony            | Ibrahim szultán ágyasa |                   | 2      |
| Fırat Topkorur         | Szulejmán aga              | Turhan szultána szolgálója | Barát Attila      | 2      |